# Route nationale 718
Pour les articles homonymes, voir Route 718.
La route nationale 718 ou RN 718 était une route nationale française reliant Vierzon à Nohant-Vic. À la suite de la réforme de 1972, elle a été déclassée en RD 918 dans le Cher et dans l'Indre.

## Ancien tracé de Vierzon à Nohant-Vic (D 918)
- Vierzon
- Méreau
- Lury-sur-Arnon
- Reuilly
- Diou
- Sainte-Lizaigne
- Issoudun
- Meunet-Planches
- Ambrault
- Saint-Août
- Saint-Chartier
- Nohant-Vic (rejoint l'ancienne route nationale 143, aujourd'hui départementale 943, vers La Châtre).